# Сельское поселение Серединское
Сельское поселение Серединское — существовавшее в 2006-2015 годах муниципальное образование Шаховского района Московской области России. Административный центр — село Середа.
Главой сельского поселения Серединское был Зимнухов Сергей Владимирович. Председателем Совета депутатов была Журкина Галина Ильинична.

## История
Образовано в 2006 году в ходе Муниципальной реформы. В состав поселения вошли территории 47 населённых пунктов позже упразднённых Серединского, Косиловского и Дорского сельских округов.
Законом Московской области от 26 октября 2015 года № 178/2015-ОЗ «Об организации местного самоуправления на территории Шаховского муниципального района» сельское поселение Серединское, равно как и другие внутрирайонные муниципальные образования, было упразднено, а все населённые пункты поселения вошли в состав вновь образованного на территории района городского округа Шаховская.

## География
Располагалось в южной части Шаховского района.
Муниципальное образование граничило на севере с сельским поселением Степаньковское, на востоке — с сельскими поселениями Спасское и Осташёвское Волоколамского района, на юге — с сельским поселением Порецкое Можайского района, на западе — с Гагаринским районом Смоленской области.
Площадь территории — 428,91 км².

## Население
| 2006  | 2007  | 2008  | 2009  | 2010  | 2011  | 2012  |
| ----- | ----- | ----- | ----- | ----- | ----- | ----- |
| 4673  | ↗4979 | ↘4958 | ↗4962 | ↗5222 | ↗5235 | →5235 |
| 2013  | 2014  | 2015  |       |       |       |       |
| ↘5229 | ↗5253 | ↘5242 |       |       |       |       |

## Состав сельского поселения
В границы сельского поселения Серединское входили следующие населённые пункты Шаховского района Московской области:
| Вид     | Наименование        | Население чел. | Бывшая административная единица |
| ------- | ------------------- | -------------- | ------------------------------- |
| деревня | Артёмки             | 25             | Дорский сельский округ          |
| деревня | Архангельское       | 0              | Косиловский сельский округ      |
| деревня | Большое Сытьково    | 109            | Серединский сельский округ      |
| деревня | Воютино             | 25             | Серединский сельский округ      |
| деревня | Высокое             | 87             | Серединский сельский округ      |
| деревня | Головинские Рамешки | 2              | Косиловский сельский округ      |
| деревня | Городище            | 3              | Серединский сельский округ      |
| деревня | Дор                 | 779            | Дорский сельский округ          |
| деревня | Дубранивка          | 677            | Косиловский сельский округ      |
| деревня | Дунилово            | 7              | Косиловский сельский округ      |
| деревня | Житаха              | 2              | Серединский сельский округ      |
| деревня | Житонино            | 136            | Серединский сельский округ      |
| деревня | Журавлиха           | 145            | Дорский сельский округ          |
| деревня | Канаево             | 32             | Дорский сельский округ          |
| деревня | Косилово            | 46             | Косиловский сельский округ      |
| деревня | Косово              | 5              | Дорский сельский округ          |
| деревня | Костино             | 21             | Серединский сельский округ      |
| деревня | Красное Село        | 36             | Серединский сельский округ      |
| деревня | Кстилово            | 5              | Серединский сельский округ      |
| деревня | Куколово            | 5              | Косиловский сельский округ      |
| деревня | Куркино             | 24             | Косиловский сельский округ      |
| деревня | Левкиево            | 7              | Серединский сельский округ      |
| деревня | Лукошкино           | 10             | Дорский сельский округ          |
| деревня | Максимково          | 38             | Серединский сельский округ      |
| деревня | Малое Крутое        | 208            | Косиловский сельский округ      |
| деревня | Мерклово            | 36             | Серединский сельский округ      |
| деревня | Михалёво            | 19             | Косиловский сельский округ      |
| деревня | Неданово            | 7              | Серединский сельский округ      |
| деревня | Нечёсово            | 2              | Серединский сельский округ      |
| село    | Никольское          | 169            | Косиловский сельский округ      |
| деревня | Новое               | 18             | Серединский сельский округ      |
| деревня | Ольховец            | 18             | Серединский сельский округ      |
| деревня | Панюково            | 23             | Дорский сельский округ          |
| деревня | Пахомово            | 0              | Дорский сельский округ          |
| деревня | Пески               | 5              | Дорский сельский округ          |
| деревня | Подсухино           | 115            | Дорский сельский округ          |
| деревня | Репотино            | 104            | Дорский сельский округ          |
| деревня | Романцево           | 7              | Серединский сельский округ      |
| село    | Середа              | 2051           | Серединский сельский округ      |
| деревня | Симанково           | 33             | Дорский сельский округ          |
| деревня | Соколово            | 9              | Дорский сельский округ          |
| деревня | Спас-Вилки          | 16             | Косиловский сельский округ      |
| деревня | Фалилеево           | 2              | Косиловский сельский округ      |
| деревня | Филенино            | 9              | Серединский сельский округ      |
| деревня | Фомкино             | 7              | Серединский сельский округ      |
| деревня | Холмец              | 160            | Серединский сельский округ      |
| деревня | Шляково             | 5              | Серединский сельский округ      |